# Olympische Winterspiele 2022/Teilnehmer (Eritrea)
| Gelbes Symbol für Goldmedaillen mit stilisierten Olympischen Ringen | Graues Symbol für Silbermedaillen mit stilisierten Olympischen Ringen | Braundes Symbol für Bronzemedaillen mit stilisierten Olympischen Ringen |
| ------------------------------------------------------------------- | --------------------------------------------------------------------- | ----------------------------------------------------------------------- |
| —                                                                   | —                                                                     | —                                                                       |

Eritrea nahm an den Olympischen Winterspielen 2022 in Peking nach 2018 zum zweiten Mal in seiner Geschichte an Olympischen Winterspielen teil. Einziger Repräsentant war, wie schon 2018, Shannon-Ogbani Abeda.

## Teilnehmer nach Sportarten

### Ski Alpin
| Athleten             | Wettbewerbe  | 1. Lauf     | 1. Lauf | 2. Lauf     | 2. Lauf | Gesamt      | Gesamt |
| Athleten             | Wettbewerbe  | Zeit        | Rang    | Zeit        | Rang    | Zeit        | Rang   |
| -------------------- | ------------ | ----------- | ------- | ----------- | ------- | ----------- | ------ |
| Männer               |              |             |         |             |         |             |        |
| Shannon-Ogbani Abeda | Riesenslalom | 1:17,95 min | 46      | 1:22,50 min | 41      | 2:40,45 min | 39     |